# Monte Thabor
Il Monte Thabor (3.178 m s.l.m. - detto anche monte Tabor) è una montagna delle Alpi Cozie. La montagna è in territorio francese dal 1947 ed è situata tra i comuni di Orelle, Valmeinier, a sud-ovest di Modane, nel dipartimento della Savoia e nel comune di Névache nel dipartimento delle Alte Alpi.

## Caratteristiche

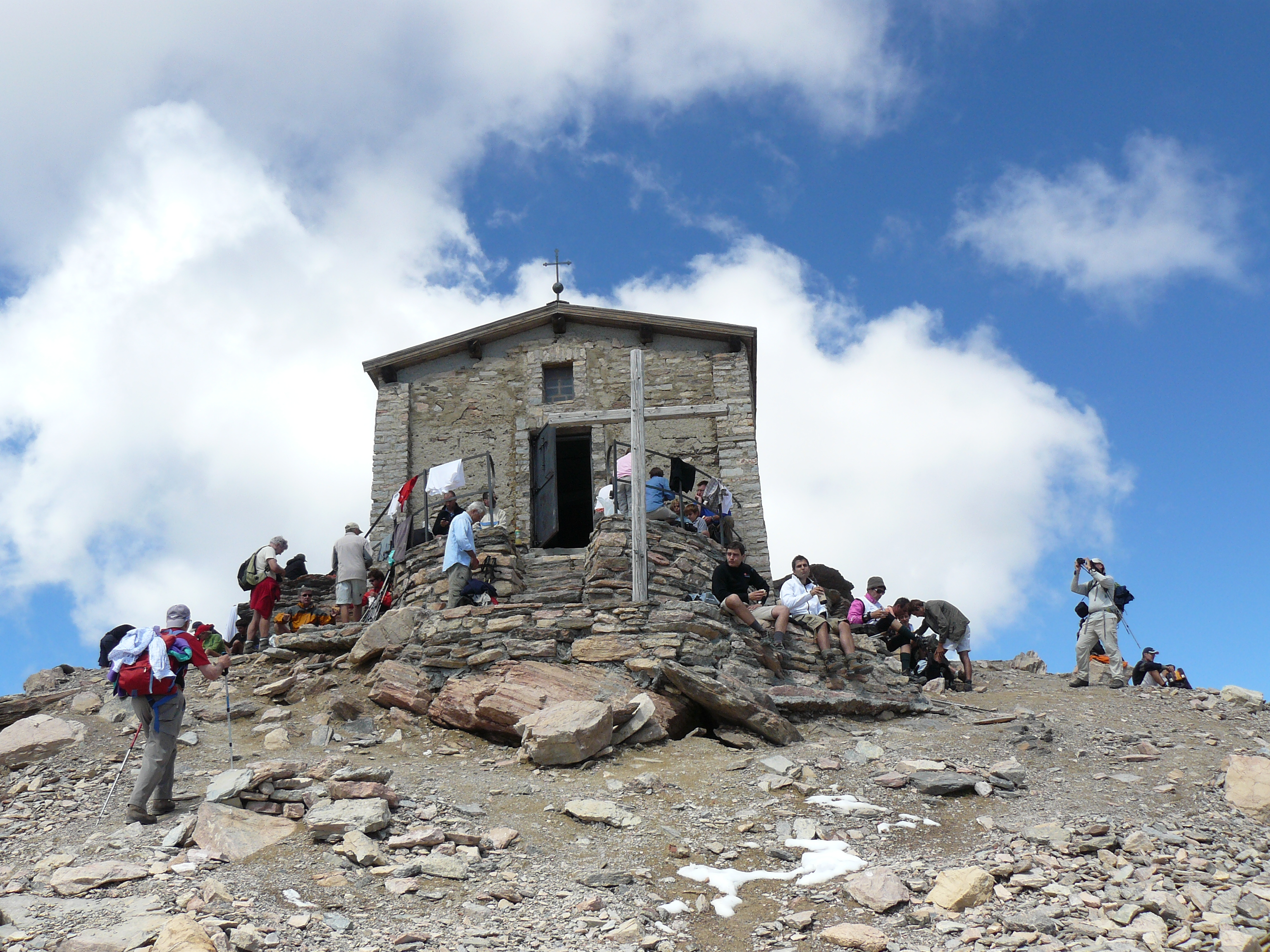
La cappella costruita sulla sommità.

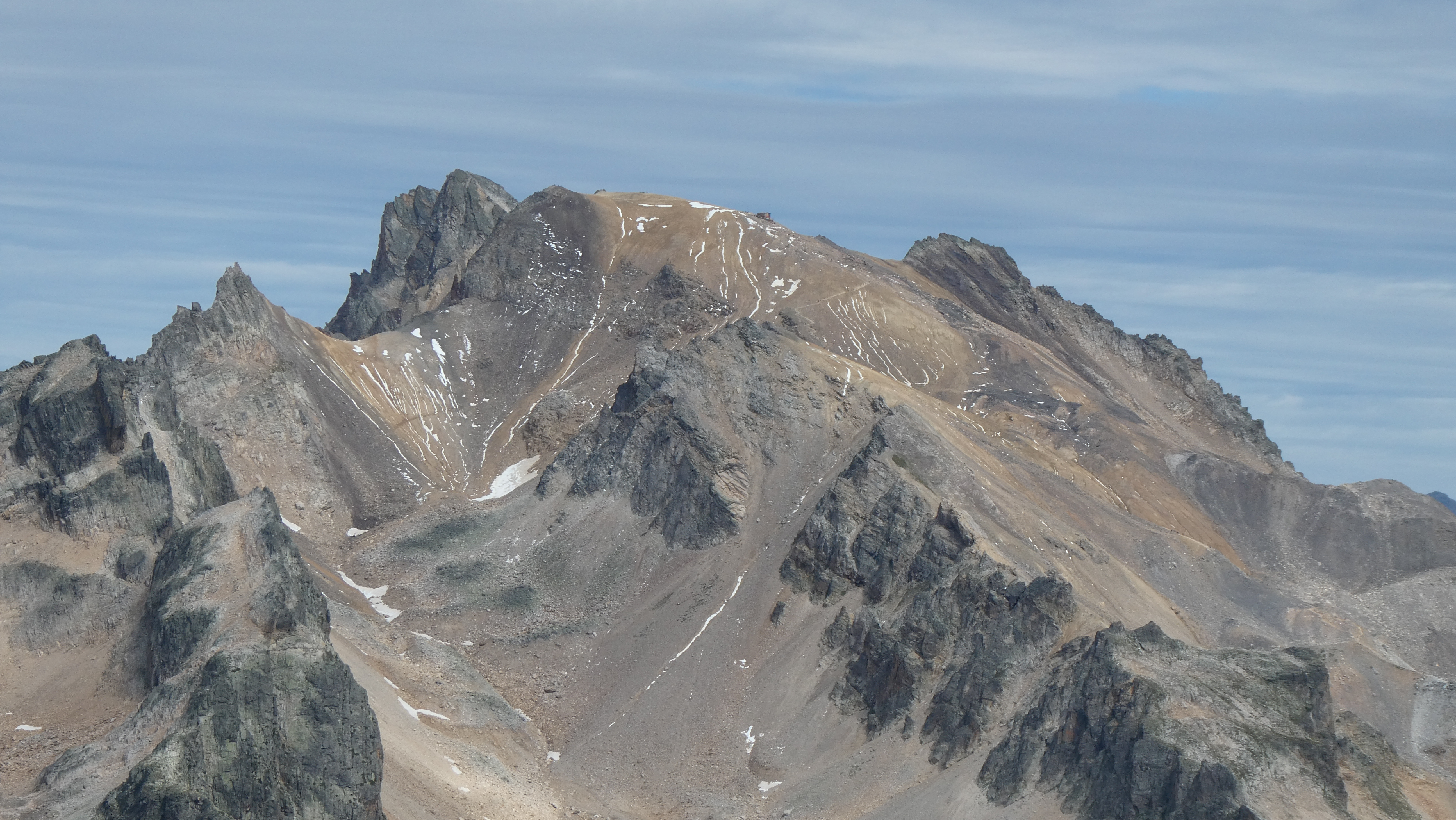
La montagna vista dal Pic du Lac Blanc.

Una cappella è stata eretta quasi sulla sommità.
La vetta segnava fino al 1947 la frontiera tra l'Italia e la Francia. Il trattato di Parigi stipulato dopo la seconda guerra mondiale ha fatto sì che attualmente la frontiera sia situata all'inizio della Valle Stretta e passi circa 5 km più a est. 
Due ipotesi coesistono circa il nome del monte: la prima lo rapporta al monte Tabor in Israele mentre la seconda deriva da tradizioni locali.
Dal massiccio del Thabor (versante orientale) nascono i due principali rami sorgentizi del Ruisseau de la Vallée Étroite (Torrente di Valle Stretta), che si forma dalla loro confluenza in zona Ponte della Fonderia (1850 m s.l.m. circa) ed attraversa poi Bardonecchia gettandosi, appena fuori dall'abitato, nella Dora di Bardonecchia.

## Salita alla vetta
Si può salire sulla vetta partendo dalla Valle Stretta e passando dal Rifugio Terzo Alpini, in prossimità del quale è possibile lasciare l'automobile. Si prosegue lungo la strada sterrata fino al Piano della Fonderia e di qui si procede a sinistra sempre seguendo la strada sterrata fino alle vecchie miniere di ferro del Banchet. Superata la miniera, con una breve salita si arriva a 2.200 metri s.l.m. al ponte delle Planche, poi superato il torrente si sale lungo il Vallone del Desinare posto alla base del Grand Seru. Il sentiero segue per un tratto la sponda sinistra di un torrentello che si attraversa dopo essere giunti ad un pianoro, di qui si procede su un sentiero sassoso in una serie di serpentine che fanno prendere quota rapidamente e successivamente su pianori, in direzione della Cappella della Nostra Signora dei Sette Dolori, ormai ben visibile, posta in prossimità della sommità del monte Thabor a 3.178 metri s.l.m.
Dalla valle della Clarèe si può salire sulla vetta partendo dal Refuge des Drayères